# Il trittico
Triptych (v italském originále Il trittico) je soubor tří tematicky kontrastních jednoaktových oper Giacoma Pucciniho (poprvé uvedený v New Yorku v roce 1918). 
Zatímco Il tabarro – Plášť představuje veristické drama o žárlivosti, Sestra Angelika je založena na lyrickém příběhu s tragickým vyústěním a Gianni Schicchi je pak jedinou Pucciniho operou buffa.
Opery nemají stejného libretistu. Zatímco k první opeře jej napsal Giuseppe Adami, zbylých dvou děl se ujal Giovacchino Forzano.

## Tematická spojení mezi jednotlivými částmi Triptychu
Přes odlišný charakter jednotlivých oper, lze mezi nimi určit najít i něco, co všechna díla spojuje. Za první jakýsi jednotící prvek lze označit motiv smrti na jevišti, byť pokaždé je v příběhu podán jinak (jednou tragicky, jednou mesianisticky, jednou komicky). Rovněž je si možné povšimnout toho, že pokaždé je v operách nastíněn určitý závažný morální problém. Zatímco v Plášti se jedná o žárlivost a neschopnost vyrovnat se ze situací manželské nevěry jinak než drastickou vraždou, v Sestře Angelice jde o spáchání sebevraždy v důsledku tragického zjištění (smrti odloženého dítěte), v posledním příběhu je zesměšněn problém lakoty a chamtivosti rodiny nad smrtelným ložem příbuzného.

## Z inscenační historie
Skladatel si sice přál, aby se tyto opery hrály vždy spolu a to i pořadí, v jakém určil, to se dnes však mnohdy nedodržuje. Zvláště nejznámější a nejoblíbenější z této trojice, komická opera Gianni Schicchi (s velmi známou sopránovou árií "O mio babbino caro"), bývá mnohdy inscenována i v kombinaci s operou úplně jiného autora (např. s Leoncavallovými Komedianty). 
V poslední inscenaci Slovenského národního divadla (přenesené pak též do Národního divadla Moravskoslezského) je pak pořadí prvních dvou oper z inscenačního záměru přehozeno.